# Stylik glonów
Stylik – występująca u wielu mikroskopijnych glonów podłużna struktura, na której osadzone są komórki.

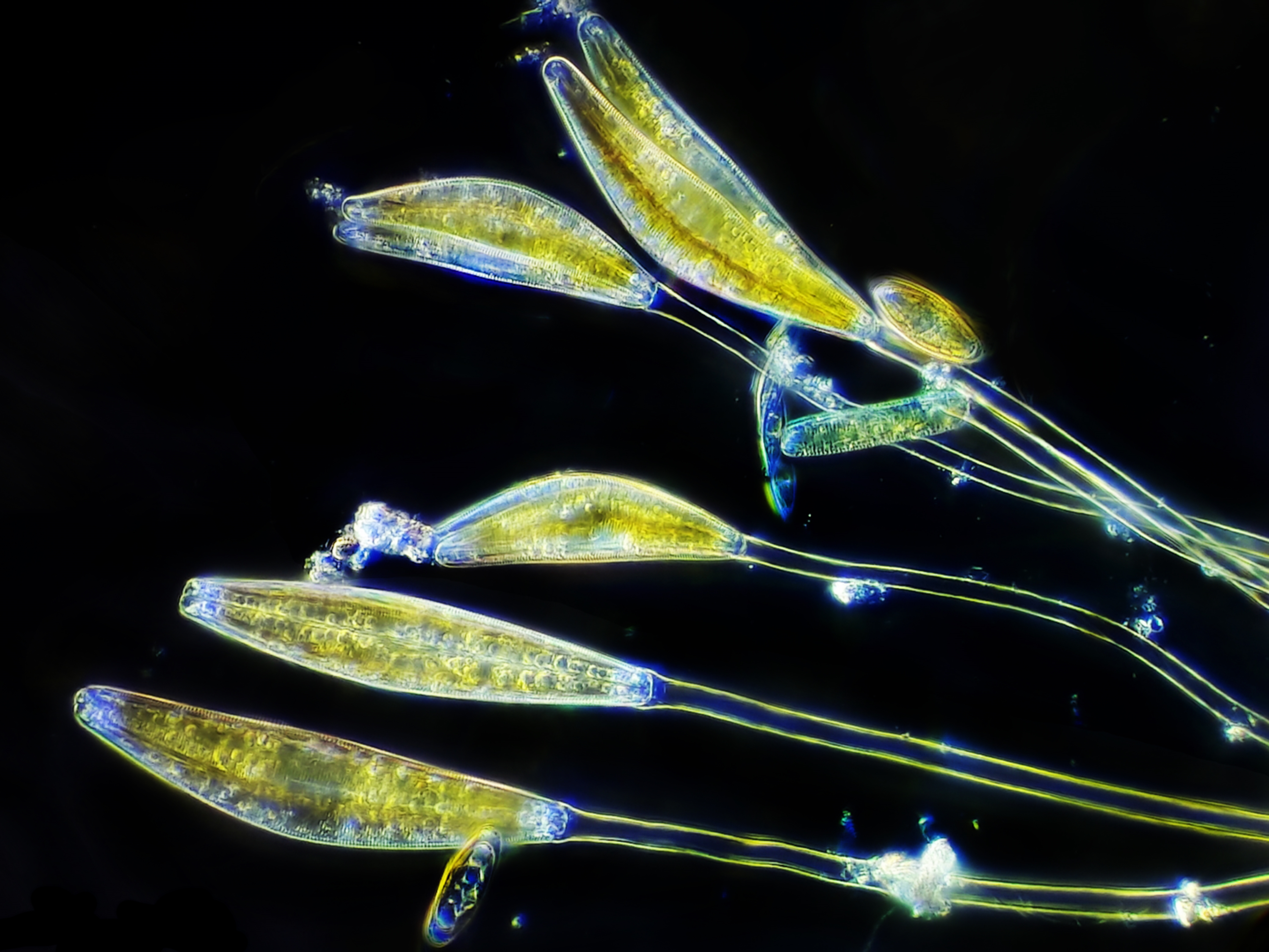
Okrzemki Cymbella z komórkami osadzonymi na stylikach

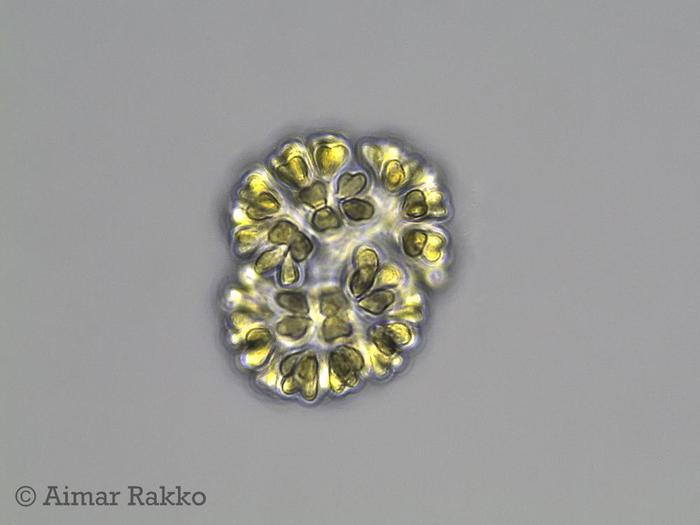
Kolonia Gomphosphaeria aponina utrzymująca się dzięki galaretowatym stylikom

W polskiej literaturze fykologicznej stylikiem nazywane są struktury określane w języku angielskim czy łacinie różnymi terminami. Z kolei w polskiej literaturze ogólnobotanicznej twory te mogą być określane inaczej, np. jako trzoneczki.

## Kolonijne glony wolno pływające
U wielu glonów fitoplanktonowych tworzących w przybliżeniu kuliste kolonie styliki to słupkowate lub nitkowate, często galaretowate, twory łączące komórki i utrzymujące je razem. Często rozchodzą się promieniście od środka kolonii. U niektórych gatunków są rozgałęzione. W obrazie mikroskopowym mają różne stopnie wyraźności. Takie styliki występują u różnych sinic. U Gomphosphaeria styliki są węższe niż komórki i rozszerzają się na końcu, obejmując komórkę otoczką. Komórki po podziale długo pozostają w parze na tym samym styliku. Z kolei u Woronichinia styliki są równie szerokie jak komórki i dzielą się podłużnie zaraz po podziale komórki, przez co zawsze przyczepione są do nich pojedyncze komórki. Przez gęste upakowanie ich obraz mikroskopowy sprawia wrażenie warstwowania galaretki kolonii. W anglojęzycznej literaturze określane jako stalk.  
Podobną funkcję mają galaretowate styliki niektórych zielenic. U niektórych przedstawicieli rodziny Botryococcaceae czy u Dichotomococcus są to pozostałości ścian komórkowych. Styliki złotowiciowców mają różną postać. U Chrysoxys stylik jest wydłużoną częścią komórki i jest kurczliwy. Podobnie jest u Dinobryon, przy czym komórka przyczepia się nim nie do innych komórek kolonii, a do ściany domku tworzącego kolonię. Również są określane jako stalk. Podobnymi stylikami łączą się komórki Chrysosphaerella czy Synura. Natomiast u Uroglena styliki są galaretowate i widlasto rozgałęzione (określane jako strands). 

## Glony osiadłe
U innych glonów, fitobentosowych lub epibiontycznych, to struktura, przy pomocy której komórka jest przytwierdzona do podłoża. U Korshikoviella stylik jest zakończony kotwiczką, którą przyczepia się do ciał skorupiaków. U innych zielenic z rodziny Characiaceae, np. Characium, także występują dłuższe styliki lub krótsze stopki, przy pomocy których komórki utrzymują się przy podłożu. W anglojęzycznej literaturze taka struktura nazywana jest stipe. Podobne galaretowate styliki występują u osiadłych lub rzadko odrywających się od podłoża (tychoplanktonowych) okrzemek. 